# Poggio San Leonardo
Poggio San Leonardo è un piccolo promontorio di forma irregolare ed allungata, bagnato dalle acque del Mar Ligure, che chiude a nord il Golfo di Baratti e a sud la Spiaggia della Torraccia, proseguimento meridionale della più lunga Spiaggia di Rimigliano, e l'ormeggio turistico del Porto dello Stellino. La sua ubicazione è all'estremità settentrionale del territorio comunale di Piombino, il cui limite amministrativo con il comune di San Vincenzo è segnato dal vicino canale dello Stellino.
Il promontorio è di modestissima altura, ma sufficiente a creare un tratto di costa rocciosa, con pendici ricoperte dalla tipica macchia mediterranea. La parte settentrionale costituisce Punta dello Stellino, nei pressi della quale sorge l'imponente Villa del Barone Luigi de Stefano, mentre nella parte meridionale del promontorio è racchiusa Cala Pozzino. Sia la cala che le scogliere sono raggiungibili soltanto via mare presso la riva, essendo incluso il promontorio all'interno di una tenuta privata.